# Vittorio Ghirelli
Vittorio Ghirelli (Fasano, 9 de maio de 1994) é um automobilista italiano. Ele competiu em séries como o Campeonato Italiano de Fórmula 3, a GP3 Series e a GP2 Series.